# Pseudolasius silvestrii
Pseudolasius silvestrii é uma espécie de formiga do gênero Pseudolasius, pertencente à subfamília Formicinae.